# Филатов Фест
Филатов-Фест — Всероссийский фестиваль молодой поэзии им. Л. А. Филатова. Назван в честь поэта и актёра Леонида Филатова, организован в 2014 году поэтом, актёром и режиссёром, выходцем из Театра на Таганке Владом Маленко.

## О фестивале
Фестиваль призван стать движущей силой, направленной на выявление молодых талантливых поэтов во всех регионах России, а также привлечь внимание к культурному наследию Леонида Филатова. Наиболее яркие участники фестиваля приглашаются на Всероссийский молодёжный образовательный форум «Таврида». Одной из отличительных особенностей «Филатов-Феста» от других поэтических смотров стало то, что организаторы фестиваля занимаются последующим продвижением участников и победителей премии, выполняя роль своеобразного социального лифта для молодых поэтов. Наиболее талантливые и активные участники Фестиваля становятся актёрами Московского театра поэтов, основанного в 2014 году поэтом и режиссёром Владом Маленко, и принимают участие в постановках театра, в том числе уличных. В настоящее время в театре идут спектакли: «Площадь революции. 17», «Небо победы», «Контрабасни», «Я маленький». В рамках фестиваля проводятся медиа-проекты, такие как «Игры поэтофф» (2017 г.) и «Школа басен» (2018 г.). Финалисты фестиваля участвуют в различных социальных проектах, связанных с историческими и культурными событиями страны, а также много гастролируют по России и за рубежом. В канун столетия Октябрьской революции актёры театра стали гостями ХIX Всемирного фестиваля молодёжи и студентов в г. Сочи, где представили спектакль «Площадь революции. 17» перед многотысячной аудиторией. Спектакль был также показан в рамках Московского культурного форума в Манеже в марте 2018 г.

## Этапы проведения фестиваля

### Первый этап: приём заявок через интернет
Заявки на участие в фестивале принимаются с декабря по март. Участнику предлагается заполнить форму на официальном сайте фестиваля filatov-fest.ru, прикрепив свою подборку стихотворений объёмом до 150 строк. В среднем организаторы фестиваля получают 2000 писем от желающих принять участие. По итогам работы отборочной комиссии формируется лонг-лист из 100 авторов. Возрастные ограничения для участников − 18-35 лет.

### Второй этап: очные туры
Поэты, попавшие в лонг-лист, примут участие в 10 очных турах «Филатов-Феста», которые проходят на площадках крупных книжных магазинов Москвы (2015, 2016 гг. — «Библио-глобус», 2016, 2017, 2018, 2019 гг. — «Московский дом книги»). По итогам очных туров определяются 20 полуфиналистов, которые поборются за место в финале. Результатом полуфиналов станет шорт-лист из 10 поэтов-финалистов.

### Третий этап: Большой Финал
Финал Фестиваля традиционно пройдёт на одной из крупных театральных площадок Москвы (2017 г. — «Дом Высоцкого на Таганке», 2015, 2016, 2018 — театр «Содружество актёров Таганки», 2019 - театр Et Cetera).

## Жюри
В состав экспертной комиссии известные литераторы и деятели культуры: Игорь Волгин, Евгений Рейн, Елена Исаева, Анатолий Белый, Евгений Бунимович, Вадим Степанцов, Амарсана Улзытуев, Александр Вулых, Всеволод Емелин, Надежда Михайлова, Андрей Щербак-Жуков, Михаил Борисов, Алёна Бабенко, Евгений Маргулис, Александр Яценко, Леонид Каневский, Сола Монова, Василий Уриевский, Роман Луговых и многие другие. Каждый год коллегия экспертов меняется. Имена победителей остаются интригой вплоть до самого объявления результатов. Мнения зрителей и экспертов часто расходятся, поэтому было решено организовать ещё одну награду — «Приз зрительских симпатий.»

## Открытие доски Леониду Филатову
Организаторами фестиваля совместно с «Первым каналом» 24 декабря 2016 г. была установлена памятная доска на доме, где жил Леонид Филатов. На открытии памятной доски (барельеф работы Елисея и Вячеслава Малышкиных), присутствовали вдова Леонида Филатова Нина Шацкая, художественный руководитель фестиваля Влад Маленко, выдающиеся деятели культуры России, друзья Филатова, артисты Московского театра поэтов.